# Jeanette Olsson
Jeanette Olsson, född den 10 november 1973 i Stockholm, är en svensk sångerska och låtskrivare.

## Karriär
Olsson är uppväxt i Sollentuna i Stockholms län och kommer från en musikalisk familj. I slutet av 1970-talet spelade familjen in en skiva och turnerade runt i Sverige under namnet Familjen Olsson.
Hennes karriär startade direkt efter gymnasiet då hon blev upptäckt av Andreas Carlsson och började köra i hans band. Hon arbetade sedan som körsångerska på mycket av det som gjordes studion Cheiron i samband med dess storhetstid under 1990-talet.
Jeanette Olsson är numera bosatt i Los Angeles, USA. Hennes första egna skiva kommer att släppas under 2014, producerad av hennes bror Emanuel Olsson.

### Körsångerska
Under 15 års tid har Olsson varit en av de mest anlitade körsångerskorna i Sverige och nuförtiden även Los Angeles. Hon sjunger på hundratals släppta skivor, många av internationellt populära artister.
Under tiden Olsson har bott i USA så har hon varit en av körsångerskorna på den populära tv-serien GLEE. Hon har även sjungit på reklam filmer och filmer såsom Soulsurfer och Rock of Ages.
Hon har medverkat som kör i Eurovision Song Contest för Sverige, Belgien, Grekland, Danmark och Finland. 2015 körade hon bakom Måns Zelmerlöv.

### Låtskrivare
Jeanette Olsson har skrivit 150 låtar som är förlagda på Förlaget Good Songs i Danmark.
Här är ett urval av låtar som Jeanette Olsson skrivit:
- Higher ground, Sanne Salomonsen
- Have I told you, Kelly Rowland (från Destiny's Child)
- How many times, Kate Ryan
- Only if I, Kate Ryan
- L.I.L.Y (Like I Love You), Kate Ryan